# D2G (原子炉)
D2G（D2G reactor）アメリカ海軍艦艇用の発電および推進用原子炉である。
型式のD2Gは次の意味である。
- D = 駆逐艦用
- 2 = 設計担当メーカにおける炉心設計の世代
- G = 設計担当メーカ（ゼネラル・エレクトリック）

## 運用史
D2G原子炉はベインブリッジ、トラクスタン、およびカリフォルニア級、バージニア級の原子力巡洋艦に搭載された。D2Gを搭載しなかったアメリカ海軍唯一の原子力ミサイル巡洋艦は、世界初の原子力巡洋艦であったロングビーチ（USS Long Beach, CGN-9）のみで、ロングビーチはC1Wを搭載した。
ベインブリッジはその艦歴において3度、トラクスタンは2度、それぞれ燃料交換を行った。両艦の最初の世代の炉心は5～6.5年稼働し、最終世代の長寿命炉心は13年稼働した。1993年、アメリカ海軍はバージニア級およびカリフォルニア級について、艦齢中間での燃料交換工事をキャンセルすることを決定した。
D2G搭載艦はいずれも、148メガワット（198,000馬力）の出力をうみ、2基の蒸気タービンにより2軸を駆動した（2軸の合計出力は60,000軸馬力 (45 メガワットに達した）。それぞれのD2G原子炉は全長37フィート (11メートル) , 口径31フィート (9.4 m) で1,400トンの重量があった。2基の原子炉は1つは艦首寄り、もう一方は艦尾寄りに配置された。カリフォルニア級の原子炉は、後に1990年代に、165メガワット (221,000 馬力)の出力を発揮するD2W炉心に換装された。

## References
1. ↑  “60 Years of Marine Nuclear Power: 1955 – 2015”. Lyceans.com. 2017年4月18日閲覧。:p.55/280
2. 1 2 3  “60 Years of Marine Nuclear Power: 1955 – 2015”. Lyceans.com. 2017年4月18日閲覧。:p.57/280
3. ↑  
“D2G”.  globalsecurity.org. 2021年5月12日閲覧。
4. ↑  “60 Years of Marine Nuclear Power: 1955 – 2015”. Lyceans.com. 2021年5月12日閲覧。:p.217/280